# Сорбе
Сорбе е разхладителен десерт, приготвен от плодове, сладолед и сироп. Може да съдържа алкохол като например вино. Корените на този десерт се откриват в Средния Изток и популярната там напитка шербет, направена от подсладен плодов сок и вода. Думата шербет произлиза от турски език.
Приготвя се във висока чаша за шампанско, която се пълни две трети със сладолед и ситно нарязани плодове. Остатъкът се допълва с плодов сироп и алкохол – сухо вино или шампанско. От плодовете най-подходящи са ягоди, малини, кайсии, праскови, портокали, киви и др. Добавянето на лимонов сок към сорбета предпазва плодовете от потъмняване.
Консумира се със сламка и десертна лъжица.

## История
Съществува легенда, според която римският император Нерон е изобретателя на ледената наслада. За първи път той смесил шепа сняг с мед и вино. В древен Китай също са приготвяли вкусната смес от плодов сок, сняг и плодове.
През 17 век сорбето се предлага по улиците в Париж и се появява и в други европейски държави.